# Bartomeu Mestre Barceló
Bartomeu Mestre Barceló va néixer l'any 1790 a Felanitx. Era teòleg i escriptor. L'any 1821 va ser elegit com a rector de Manacor, però acabà aviat després de 3 anys. L'any 1842 fou director de l'Institut Balear. Morí a Palma l'any 1852 amb 62 anys.

## Obres
- "Memoria histórica de la catástrofe sucedida en el pueblo de Felanitx" l'any 1844.
- Dues peces teatrals: "Pastorells al naixement" i "Josep venut per sos germans".
- Va traduir diverses obres del francès com: "Elementos de Historia Natural" i encara més.